# Torneo Supercup 2000
Il Torneo Supercup 2000 si è svolto nel 2000, nella città di Stoccarda.

## Squadre partecipanti
1. All Stars USA
2. Croazia
3. Germania
4. Turchia

## Classifica
| Pos. | Team          |
| ---- | ------------- |
| 1    | Croazia       |
| 2    | All Stars USA |
| 3    | Turchia       |
| 4    | Germania      |